# Cyril Domb
Cyril Domb (* 9. Dezember 1920 in London; † 15. Februar 2012 in Jerusalem, Israel) war ein englischer theoretischer Physiker, der sich mit der Physik von Phasenübergängen und statistischer Mechanik beschäftigte.
Dombs Eltern waren aus Galizien nach London emigrierte Juden. Er studierte ab 1938 mit einem Stipendium am Pembroke College der Universität Cambridge, unter anderem hörte er Paul Dirac. 1941 machte er seinen Abschluss und arbeitete in der militärischen Radarforschung, wo er allerdings bald mit Fred Hoyle, Thomas Gold, Hermann Bondi eine eigene Theoriegruppe bildete. Nach dem Krieg war er wieder in Cambridge, diesmal mit einem Forschungsstipendium. Nach der Promotion bei Fred Hoyle 1949 war er an der Universität Oxford bei Stanley Rushbrooke (1915–1995). 1952 bis 1954 war er Lecturer in Cambridge. 1954 bis 1981 war er Professor für theoretische Physik am King’s College London. Ab 1981 war er Professor an der Bar-Ilan-Universität in Israel, wo er 1989 emeritierte. Domb war auch Präsident des Jerusalem College of Technology und Präsident der Gesellschaft orthodoxer jüdischer Wissenschaftler. Er lebte in Israel.
Domb begann sich nach dem Krieg in Cambridge für statistische Mechanik zu interessieren und entwickelte unabhängig den Formalismus der Transfermatrizen, musste dann aber entdecken, dass ihm da schon Hendrik Anthony Kramers und Gregory Hugh Wannier (1911–1983) zuvorgekommen waren. Bekannt wurden damals auch die Arbeiten von Lars Onsager zur exakten Lösung des zweidimensionalen Isingmodells, und Domb begann für seine Dissertation 1949 die Transfermatrix-Methoden auf andere Modelle der statistischen Mechanik anzuwenden und entwickelte Näherungen in Form von Reihenlösungen. Er erhielt aus seinen Reihenentwicklungen für das Isingmodell mit und ohne Magnetfeld auch Hinweise auf die Abwesenheit einer Singularität, streng bewiesen von Chen Ning Yang und Tsung-Dao Lee 1952 und er fand in verschiedenen Modellen identische kritische Exponenten, ein Hinweis auf die Universalität (Physik) in Phasenübergängen, was dann ab den 1960er Jahren im Zentrum der Forschung stand.
Domb gab lange Jahre die wichtige Buchreihe „Phase transitions and critical phenomena“ bei Academic Press heraus (die ersten 6 Bände 1971 bis 1976 mit Melville S. Green, Band 6 bis 16 von 1983 bis 1994 mit Joel Lebowitz).
Auf Anregung des Lubawitscher Rabbis veröffentlichte er einige Arbeiten über die Vereinbarkeit der Naturwissenschaften mit dem orthodoxen Judentum, unter anderem gab er ein Buch mit Aryeh Carmell heraus („Challenge – Torah view on science and its problems“).
1981 erhielt er den Max-Born-Preis der Deutschen Physikalischen Gesellschaft (DPG) und des englischen Institute of Physics.
Zu seinen Doktoranden zählten Michael E. Fisher und Renfrey Potts (vom Potts-Modell).

## Schriften
- The Critical Point: A Historical Introduction to the Modern Theory of Critical Phenomena. Taylor and Francis, London 1996

## Verweise
1. ↑  The Royal Society regrets to announce the deaths of the following Fellows in 2012, abgerufen am 8. April 2012.
2. ↑  Domb „Order-disorder Statistics II. A two-dimensional mode“, Proc. Roy. Soc. A, Band 199, 1949, S. 199–221.

| Personendaten    | Personendaten       |
| ---------------- | ------------------- |
| NAME             | Domb, Cyril         |
| KURZBESCHREIBUNG | britischer Physiker |
| GEBURTSDATUM     | 9. Dezember 1920    |
| GEBURTSORT       | London              |
| STERBEDATUM      | 15. Februar 2012    |
| STERBEORT        | Jerusalem, Israel   |